# منطقه حفاظت‌شده لیسار
منطقه حفاظت شده لیسار به وسعت ۳۱۰۴۴ هکتار در غرب استان گیلان و در ۱۳ کیلومتری شمال شهر تالش قرار دارد که بخشی از جاده تالش به آستارا از آن عبور می‌کند،

## تاریخچه
منطقه حفاظت‌شده لیسار با مساحت حدود ۳۲ هزار هکتار شامل مناطق ساحلی، جلگه ای و کوهستانی و جنگلی است که از سال ۱۳۴۸ تحت نظارت محیط زیست قرار دارد.
این منطقه از سال ۱۳۵۶ مورد حفاظت قرار گرفته‌است، این منطقه شامل ساحل، اراضی جلگه‌ای و کوهستانی است که از کنار دریای مازندران آغاز می‌شود و در راستای شرقی-غربی به طول ۴۰ کیلومتر (فاصله هوایی) تا دریاچه نئور در ارتفاع ۲۴۶۰ کیلومتری با حداکثر عرض حدود ۱۳ کیلومتر ادامه دارد.
وجود مراتع زیبا همچون سوباتان، برزبیل و داش باشی و مناطق مهمی همچون جهنم دره و آثار تاریخی قلعه صلصال در این منطقه جوکندان-لیسار قرار دارد.

## حدود منطقه
- از شمال: از دریاچه (نئور) بسوی شرق در امتداد جاده مالرو (پس از گذشتن از میدان کوچک و میدان بزرگ) – قرق – چای – کمری – موسی چول (معدن مس) چوبند – لیلکه تا زنگوله و سپس از سمت شمال رودخانه خطبه سرا بسوی شرق پس از عبور از سلرزان – یووا بتن بوئینه کلات و از کلات در امتداد طرف جنوبی رودخانه خطبه سرا پس از عبور از کشاور سوست، لی لکی چمل، آیرا بوجاق تا اتصال این یال با رودخانه لیسار و سپس در امتداد یال سیلاه جعفر – سیل ونه – نوسندان – داوان (باغ پیشوائی) منتهی به جاده آسفالت هشپر – آستارا در روستای قلعه بین و از آریه قلعه بین در ادامه جاده جیپ رو قلعه بین به ساحل تاباغ درختی (ایستگاه لوله گاز) و سپس از حد غربی باغات و زمین‌های کشاورزی شخصی تا مصب رودخانه سیدلر است.
- از شرق: از ابتدای رودخانه سید لر از شمال به سمت جنوب در امتداد دریای مازندران پس از گذشتن از مصب رودخانه‌های امیر بیگلو و قلعه بین و سیاهوئی مشهور به قوزک تا انتهای اراضی جنگلی آقا عمارت (حد ساحلی منطقه حدود ۶ کیلومتر می‌باشد).
- از جنوب: از شروع اراضی جنگلی آقا عمارت بطرف غرب در راستای اراضی جنگلی مسکو – کرد محله منتهی به جاده آسفالته هشپر – آستارا (حد فاصل اراضی زراعتی با اراضی جنگلی) از جاده هشپر بسمت غرب پس از گذشتن از دیزگاه محله – شفقت محله پی سرا – ترک محله و حد جنوبی استخر جوکندان – در راستای جاده مالرو ییلاقی جوکندان واقع در یال جوکندان به بسک و همازیا دو راهی – نارنجا چول – لجن گودندی – رازدوی مانه بیجار – رودخانه کلی – کلا – چیلا کاکوری – رشکجی (بلندترین یال جنگلی) دشتی تنگستر برون پائین – تنگسر برون بالا – سینازیا – اسپوساتی – کلاسر (اراضی غیر جنگلی) – سقا چال – سوباتان – ییلاق بسک ده سر منتهی به قله کوه باغ داکل.
- از غرب: از قله کوه باغ داکل به طرف شمال غربی در راستای خط الراس این کوه پس از عبور از کاروانسرا و قطع جاده داش بلاغ در خط الراس کوه چوپان پری الی قله کوه چوپان پری و سپس در امتداد خط الراس کوه فوق تا برخورد آن با جاده مالرل داش بلاغ – جیم لو و جاده جیپ رو داش باغ و سپس در راستای جاده جیپ رو داش بلاغ به سمت شمال تا سه راهی عباس‌آباد – نئور – داش بلاغ – در خط الراس کوه آق دولن و در راستای همین خط الراس تا قله کوه آق دولن و از این قله به طرف شمال شرقی در راستا و خط الراس منتهی به قریه عباس‌آباد نئور.[۴]

## تهدیدها
واگذاری زمین منطقه توسط هیئت واگذاری زمین در دهه ۱۳۶۰ خورشیدی و مشکلات جدی در مدیریت صحیح منطقه.